# 프레스티지바이오파마
프레스티지바이오파마(Prestige Biopharma Limited)는 싱가포르의 바이오 기업이다.
싱가포르에 위치한 프레스티지바이오파마는 항체 신약 및 바이오시밀러 연구 개발 총괄, 임상 시험 관리, 국제 인허가 등 규제 등록, 해외 사업 개발 및 라이선스 계약 등을 담당하고 있으며, 대한민국 부산에 위치한 IDC (Innovative Discovery Center)에서는 항체 신약 후보 물질 발굴, 이중 항체 개발, 차세대 백신 연구 및 개발 등을 담당하고 있다. 또한 글로벌 제약사와의 파트너십 체결을 통해 미주, 유럽, 아시아태평양, 아프리카 등 전세계 유통망을 확보하고 판로를 개척해가고 있다. 또한 대한민국 충북 오송에 위치한 바이오의약품 위탁개발생산(CDMO) 계열회사 프레스티지바이오로직스와의 협력을 통해 신약 연구부터 생산까지 전 주기를 아우르는 풀 밸류 체인(Full Value Chain)을 갖춤으로써 글로벌 종합 바이오 그룹으로 성장을 목표로 하고 있다.
부산광역시 명지국제신도시에 위치한 프레스티지바이오파마IDC는 총 1,000억 원 이상을 투자한 부산시 최초이자 최대 규모의 바이오제약 R&D센터다. 지난 2021년 12월 9,500평(3만1417㎡) 부지에 지하 1층, 지상 6층 규모로 착공한 지 3년 만에 준공을 완료했다. 2023년 9월 단일건물 자체 만으로 제약바이오 기업으로는 유일하게 산업통상자원부가 선정하고 부산시가 관리하는 첨단투자지구에 선정됐다. 2024년 11월 13일 정식 개원했다. 이 곳에서 임상 본궤도에 진입한 췌장암 항체신약 'PBP1510'과 전임상 단계의 'PBP1710', 새로운 모달리티의 항체약물접합체(ADC) 등 16종의 항체신약 후보물질 연구가 가속화될 것으로 기대하고 있다. 특히 IDC는 신규 사옥 2층에 오픈 이노베이션 공간을 마련해 공동개발을 위한 학교, 바이오텍 등과 시너지를 창출한다는 계획이다. 이를 통해 개발 비용을 획기적으로 절감하고, IDC의 세포주 개발 플랫폼 활용부터 이를 활용한 상생 모델을 구축하여 신약 개발 허브로 자리매김한다는 전략이다.
2024년 8월 19일 콘래드 호텔에서 박소연 회장 주재로 기업설명회를 진행했다. 이 자리에서 박 회장은 2030년까지 시총 30조 원을 달성하겠다는 목표를 제시했다. 박 회장은 허셉틴 바이오시밀러 ‘투즈뉴’와 췌장암 항체 신약 사업에 주력하는 전략으로 글로벌 제약사로 도약하겠다며 내년부터 투즈뉴의 본격적인 매출이 발생하고 2030년에는 허셉틴 바이오시밀러 시장의 10%를 점할 수 있다고 밝혔다.
프레스티지바이오파마는 2021년 2월 5일자로 한국 유가증권시장에 상장되었다.

## 역사 및 현황
- 2015년 7월 13일: 회사 설립
- 2020년 6월 : 췌장암 항체 신약 PBP1510, 미국 FDA로부터 희귀의약품(ODD)으로 지정
- 2020년 7월 : 췌장암 항체 신약 PBP1510, 한국 식품의약품안전처(MFDS)로부터 희귀의약품(ODD)으로 지정
- 2020년 11월 : 췌장암 항체 신약 PBP1510, 유럽 EMA로부터 희귀의약품(ODD)으로 지정
- 2021년 2월 : 한국거래소 KOSPI를 통한 기업공개(IPO)
- 2021년 7월 : HD201, 가교 임상시험 결과를 Pharmacology Research&Perspectives 저널에 발표
- 2021년 8월 : 프레스티지바이오파마코리아, 부산진해경제자유구역청-한국토지주택공사와 부산 R&D센터 건립 사업협약 체결
- 2021년 11월 : 프레스티지바이오파마-러시아 RDIF-글로벌제약사 ENSO, 스푸트니크 라이트 백신 위탁생산을 위한 기술이전 계약 체결
- 2021년 12월 : 부산 국제명지지구 내 Innovative Discovery Center(IDC) 착공
- 2021년 12월 : 감염병혁신연합(CEPI)가 운영하는 COVAX marketplace 합류
- 2022년 1월 : 췌장암 항체신약 PBP1510, 일본에서 특허 취득
- 2022년 3월 : Bioprocessing Excellence in SEA 어워드 수상
- 2022년 5월 : 췌장암 항체신약 PBP1510, 국제일반명(INN) 'Ulenistamab' 획득
- 2022년 6월 : 췌장암 항체신약 PBP1510, 미국 FDA로부터 임상 1/2a상 계획 승인
- 2022년 8월 : 췌장암 항체신약 PBP1510, 싱가포르에서 특허 취득
- 2022년 10월 : 췌장암의 주요 표적인자 PAUF의 신호전달경로에 규명을 International Journal of Molecular Sciences에 발표하여, 췌장암 치료의 새로운 바이오마커 규명
- 2022년 11월 : 프레스티지바이오파마코리아, 2022 외국기업의 날 수상
- 2022년 11월 : 췌장암 항체신약 PBP1510, 인도네시아에서 특허 취득
- 2023년 1월 : 항체신약 PBP1710(anti-CTHRC-1), 난치성 고형암 치료에 관한 한국 특허 취득
- 2023년 2월 :  HD201 임상 3상 최종 분석 논문, ‘BMC Cancer’에 등재
- 2023년 3월 : 췌장암 항체 신약 PBP1510, 미국 FDA로부터 패스트트랙 (Fast Track) 지정
- 2023년 7월 : 미국 바이든 정부 암정복 프로그램 Cancer Moonshot의 민간 프로그램인 ‘CANCER X’ 프로젝트의 멤버로 선정
- 2023년 7월 : HD204 (Bevacizumab biosimilar), 임상3상 650명 환자 모집 완료
- 2023년 7월 : HD201 (Herceptin biosimilar), 유럽 EMA에 품목허가 신청
- 2024년 7월 : 투즈뉴(HD201) 유럽의약품청(EMA) 산하 CHMP 판매 승인 권고 획득
- 2024년 9월 : 투즈뉴(HD201) 유럽연합진행위원회(EC) 최종 판매허가 획득